# Fundación (serie de televisión)
Fundación (título original en inglés: Foundation) es una serie de televisión web estadounidense de ciencia ficción creada por David S. Goyer y Josh Friedman para Apple TV+. Su argumento está inspirado en la serie de libros del mismo título escrita por Isaac Asimov y que narra la historia de un grupo de exiliados que, guiados por el plan Seldon, buscarán en un largo viaje salvar la humanidad, reconstruir la civilización y ser el origen de un futuro Imperio en medio de la caída del actual Imperio Galáctico que se extiende por toda la galaxia.
Durante varios años se intentó sin éxito llevar a la pantalla la obra de Asimov. En 1988, New Line Cinema intentó realizar una película. En 2014, la cadena HBO, con Jonathan Nolan como productor, también intento llevar adelante el proyecto, sin embargo al ser una serie que describe largos periodos de tiempo hacía que fuera muy difícil su adaptación.
En el año 2018, Apple TV+ anuncio la compra de los derechos para producir la serie. Los dos primeros capítulos de la serie se estrenaron el 24 de septiembre de 2021 a través de esta plataforma. En octubre del mismo año se renovó para una segunda temporada, que se estrenó el 14 de julio de 2023.
La primera temporada recibió críticas positivas, con elogios dirigidos a las actuaciones (Pace y Harris en particular), escala épica, efectos visuales y música de Bear McCreary. Sin embargo, el ritmo, específicamente los saltos de tiempo, el uso de la narración y la complejidad de la trama fueron a menudo criticados.
La tercera temporada comenzó a filmarse a finales de mayo de 2023 en Praga, pero se detuvo el 14 de julio de 2023 debido a los conflictos laborales en Hollywood de 2023.  Finalmente se estrenó el 11 de julio de 2025.

## Sinopsis
La Psicohistoria (una ciencia ficticia fundada por Hari Seldon) predice que el Imperio Galáctico, dirigido por la dinastía de clones genéticos del Emperador Cleón I, colapsará seguido de 30.000 años de «oscuridad» antes de que surja un segundo Imperio Galáctico que tome el control. Seldon, sin embargo, ha ideado una manera de reducir la duración de esta era de oscuridad a apenas 1000 años implementando un plan: crear una Fundación —que se encargará de salvaguardar todo el conocimiento humano y reconstruir el imperio— en Términus, el planeta más distante y desolado de toda la galaxia.

## Reparto

### Principales
- Jared Harris como Hari Seldon, matemático y desarrollador de la psicohistoria, una ciencia algorítmica que permite predecir el futuro en términos de probabilidades.
- Lee Pace como Hermano Día (Cleón XII, XIII y XVII), el miembro de mediana edad de una serie de clones genéticos de Cleón I que reina como Emperador del Imperio Galáctico de 12.000 años; Pace también interpreta a Cleón I en su mejor momento.[10]
- Lou Llobell como Gaal Dornick, la protegida de Hari, una joven autodidacta de un planeta donde la búsqueda del conocimiento se considera herejía.
- Leah Harvey como Salvor Hardin, la Guardiana de Términus 35 años después del juicio de Seldon y heroína de la primera crisis de la Fundación.
- Laura Birn como Eto Demerzel, mayordomo de los emperadores y uno de los últimos androides sobrevivientes de las antiguas Guerras Robot.
- Terrence Mann como el Hermano Ocaso (Cleón XI, XII y XVI), el miembro mayor de una serie de clones genéticos de Cleón I que se retiró de sus funciones como Emperador; Mann también interpreta al anciano Cleón I.[10]
- Cassian Bilton como el Hermano Alba (Cleón XIV y XVIII), el miembro más joven de una serie de clones genéticos de Cleón I y el sucesor en entrenamiento del Hermano Día.[10]
- Mikael Persbrandt (temporada 2)[11] y Pilou Asbæk (temporada 3)[12] como El Mulo. Además Tómas Lemarquis interpreta a «Magnífico Giganticus».[12]
- Troy Kotsur como Preem Palver (temporada 3), el líder de un planeta de psíquicos.[13]

### Recurrentes
Términus
- Alfred Enoch como Raych Seldon (temporada 1-2), el hijo adoptivo de Hari Seldon.
- Clarke Peters como Abbas Hardin (temporada 1), un seguidor de Seldon, el primer guardián y primer alcalde de Términus y padre de Salvor Hardin.
- Sasha Behar como Mari Hardin (temporada 1), seguidora de Seldon y madre de Salvor Hardin.
- Daniel MacPherson como Hugo Crast (temporada 1-2), Un comerciante interplanetario de Thespis que se convirtió en el amante de Salvor Hardin.
- Elliot Cowan como Lewis Pirenne (temporada 1), el director de la Fundación y primer sucesor de Hari Seldon.
- Kulvinder Ghir como sumo clérigo Poly Verisof (temporada 2), superior y compañero de Constant, que era un niño al inicio de la Fundación
- Oliver Chris como director Sermak (temporada 2), un líder de la Fundación.
- Holt McCallany como Jaeggar Fount (temporada 2), Un alcaide de Términus.
- Alexander Siddig como Advocate Xylas (temporada 1), el fiscal en el juicio de Seldon[14]y  el Dr. Ebling Mis (temporada 3), un psicohistoriador autodidacta.[15]
- Brandon P. Bell como el capitán Han Pritcher (temporada 3)[12]
- Leo Bill como el alcalde Indbur (temporada 3)[12]

Imperio galáctico
- Reece Shearsmith como Jerril (temporada 1-2), agente imperial durante el reinado de Cleón XII.
- Amy Tyger como Azura Odili (temporada 1), una jardinera del Palacio Imperial y el interés amoroso del hermano Amanecer / Cleón XIV.
- Mido Hamada como maestro de las sombras Obrecht (temporada 1), el maestro de espías imperial durante el reinado de Cleón XIII.
- Christian Contreras como el comandante Dorwin (temporada 1), un oficial imperial enviado para investigar la pérdida de contacto con Términus.
- Ian McNeice como el maestro estadístico Tivoli (temporada 1), el jefe del equipo personal de matemáticos del Emperador.
- Ella-Rae Smith como reina Sareth (temporada 2), líderesa del Dominio de las Nubes y futura esposa del hermano Day/Cleon XVI
- Sandra Yi Sencindiver como Enjoiner Rue (temporada 2), la criada y confidente de la reina Sareth
- Ben Daniels como Bel Riose (temporada 2), un admirado general encarcelado por desobedecer al Imperio.
- Dino Fetscher como Glawen Curr (temporada 2), marido de Riose y su segundo al mando.
- Judi Shekoni como She-Bends-Light (temporada 2), una navegante espacial en el buque insignia de Riose.
- Cooper Carter como el niño Hermano Ocaso/Cleón XIII.[16]

Borde exterior
- Kubbra Sait como la gran cazadora Phara Keaen (temporada 1), la principal oficial militar de Anacreonte que dirige personalmente una incursión en Términus.
- T'Nia Miller como Zephyr Halima Ifa (temporada 1), una de las principales sacerdotisas de la fe luminista que compite por convertirse en su próxima lideresa.
- Chipo Chung como la voz del sistema operativo Raven (temporada 1).
- Nimrat Kaur como Yanna Seldon (temporada 2), la fallecida compañera de vida de Hari Seldon.
- Isabella Laughland como hermana Constant (temporada 2), una monje y maga viajera que difunde el evangelio de Hari Seldon.
- Rachel House como Tellem Bond (temporada 2), la lideresa de una comunidad de mentálicos en el planeta Ignis.
- Dimitri Leonidas como Hober Mallow (temporada 2), un comerciante y estafador que juega un papel importante en el plan de Seldon.
- Noah Taylor como Hetman (temporada 2), un bandido del planeta Siwenna.
- Jesper Christensen como Ducen Barr (temporada 2), un leal al Imperio en Siwenna.
- Fiona O'Shaughnessy como la Dra. Tadj (temporada 2), rectora de la Universidad de Helicon.
- Philip Glenister como Comodoro Argo (temporada 2), gobernante del planeta Korell

## Producción

### Desarrollo
El 27 de junio de 2017 se hizo público que Skydance Media estaba desarrollando una adaptación para televisión de la serie de libros, Fundación, con David S. Goyer y Josh Friedman como guionistas. En ese momento, la compañía productora estaba en negociaciones con los herederos de Asimov por los derechos de emisión. El 10 de abril de 2018, se anunció que Apple, a través de Worldwide Video Unit, había comprado los derechos de la serie, también se anunció que Goyer y Friedman sería los productores ejecutivos y showrunners. Otros productores ejecutivos anunciados fueron David Ellison, Dana Goldberg y Marcy Ross.
El 23 de agosto de 2018, se anunció que la primera temporada constaría de diez episodios y que la hija de Asimov, Robyn Asimov, trabajaría como productora ejecutiva. El 18 de abril de 2019, Josh Friedman renunció como coescritor y coshowrunner. El 28 de julio de 2019, se reveló que los estudios Troy en Limerick, Irlanda, serían los encargados de la producción. Troy Studios previamente presentó producciones de la serie de Syfy, Nightflyers. Según Screen Ireland, la serie crearía más de 500 puestos de trabajo de producción en el estudio. La hija de Asimov, Robyn Asimov, brindó asistencia familiar a la serie. Goyer presentó la serie como: «Es un juego de ajedrez de 1000 años entre Hari Seldon y el Imperio, y todos los personajes intermedios son los peones, pero algunos de los peones en el transcurso de esta saga terminan convirtiéndose en reyes y reinas».
El 7 de octubre de 2021, Apple TV+ renovó la serie para una segunda temporada que se estrenó el 14 de julio de 2023.

### Selección de actores
El 22 de octubre de 2019 se anunció que Lee Pace y Jared Harris habían sido elegidos para interpretar los papeles de «Hermano Día» y «Hari Seldon», respectivamente. Además, David Goyer fue confirmado como el único showrunner oficial de la serie. El 4 de diciembre de 2019, se anunciaron cinco miembros más del reparto: Lou Llobell interpreta a Gaal, una matemática genial procedente de un planeta rural y oprimido. Leah Harvey interpreta a Salvor, el guardián protector e intuitivo de un remoto planeta exterior. Laura Birn protagoniza el papel de Eto Demerzel, la enigmática ayudante del emperador de la galaxia. Terrence Mann protagoniza el hermano Ocaso, el miembro vivo más antiguo de la familia gobernante. Cassian Bilton interpreta al hermano Amanecer, el miembro vivo más joven de la familia gobernante y el siguiente en la línea de sucesión para ser el hermano Día.
Para la segunda temporada, Apple TV+ ha anunciado la incorporación de nuevos personajes y actores comoː Isabella Laughland que dará vida a la Hermana Constant, sacerdotisa de la Iglesia del Espíritu Galáctico; Kulvinder Ghir como Poly Verisof, alto clérigo de dicha iglesia; Sandra Yi Sencindiver como Enjoiner Rue, consejera de la Reina Sareth del Dominio de las Nubes, quien será interpretada por Ella-Rae Smith. Además, veremos a otros personajes como Hober Mallow, el maestro comerciante, que será interpretado por Dimitri Leonidas; o Bel Roise, el último gran general del Imperio Galáctico, interpretado por Ben Daniels. El elenco de nuevos personajes se completa con Mikael Persbrandt como «Señor de la Guerra de Kalgan», Holt McCallany como Jaegger Fount (el nuevo Guardián de Términus); Rachel House como Tellem Bond y Nimrat Kaur como Yanna Seldon, «la misteriosa líder de los Mentálicos».
Para la tercera temporada, Alexander Siddig fue elegido para el papel regular del Dr. Ebling Mis, un psicohistoriador autodidacta; Siddig apareció anteriormente en un papel invitado en la primera temporada interpretando un personaje diferente. Además Troy Kotsur fue elegido para interpretar el papel de Preem Palver, el líder de un planeta de psíquicos. Otros personajes recurrente de la tercera temporada de la serie incluyen a Pilou Asbæk como El Mulo (en la segunda temporada fue Mikael Persbrandt quien interpretó dicho papel), Cherry Jones, Synnøve Karlsen, Cody Fern, Brandon P. Bell, Tómas Lemarquis, Yootha Wong-Loi-Sing y Leo Bill.

### Guion
En enero de 2021 Goyer declaró que «con Foundation podemos contar la historia, con suerte, en el transcurso de ochenta episodios; ochenta horas, en lugar de tratar de condensarlo todo en dos o tres horas para una sola película». Goyer también dijo que este formato podría no tener éxito, pero si lo tuviera sería único. David S. Goyer y Josh Friedman se establecieron como escritores de la producción; sin embargo, Friedman se fue como coguionista en abril de 2019. Goyer también señaló que contar una historia que tuvo lugar durante 1000 años era algo que una película no podía lograr y habría sido una historia más difícil de contar en ese formato.

### Rodaje
El 12 de marzo de 2020 Apple suspendió la producción del programa en Irlanda debido a la epidemia de COVID-19. El 6 de octubre se reanudó el rodaje, el 27 de enero de 2021 Goyer anunció que después de la cuarentena y recibir exenciones especiales del gobierno de Malta, los miembros del elenco y el equipo podían comenzar a filmar en la isla. Goyer señaló que siempre se planeó que la filmación se realizara en Malta; sin embargo, debido a las nuevas restricciones impuestas en Londres, trasladaron una parte importante de la producción a Malta. El rodaje en Malta concluyó en febrero de 2021. Posteriormente el rodaje se trasladó a Tuineje, Fuerteventura donde terminó en marzo de 2021. El equipo de producción trabajó en paisajes volcánicos como la Caldera de los Arrabales y la Granja de Pozo Negro. Luego, el equipo de producción se trasladó a Tenerife, donde se reanudó el rodaje el 22 de marzo de 2021. El rodaje de la primera temporada concluyó en abril de 2021 después de 19 meses.
La segunda temporada comenzó a rodarse en noviembre de 2021, en Canarias, en primavera se trasladaron a Praga (República Checa) y terminaron de rodar el 11 de abril de 2022.
La tercera temporada comenzó a filmarse a finales de mayo de 2023 en Praga. El rodaje se detuvo el 14 de julio de 2023 debido a los conflictos laborales en Hollywood de 2023, hasta ese momento se había filmado aproximadamente un tercio de la tercera temporada.  En febrero de 2024, el rodaje se tuvo nuevamente que posponer debido a problemas con el presupuesto y la producción física. Al elenco y al equipo de rodaje, que ya se habían reunido en Praga y Polonia, se les dijo que regresaran a casa mientras se solucionaban los problemas de producción y se reducía el presupuesto. Finalmente se reanudó la producción el 6 de marzo.

## Estreno
El 22 de junio de 2020, como parte de su Worldwide Developers Conference, Apple mostró un avance de la serie. En febrero de 2021 se informó que la serie se estrenaría a finales de 2021. En junio de 2021 Apple anunció que Foundation se estrenaría en septiembre de 2021. Más tarde ese mismo mes Apple estrenó un segundo tráiler oficial y confirmó la fecha de estreno para el 24 de septiembre de 2021. La serie finalmente se estrenó con un lanzamiento de dos episodios, con los ocho episodios restantes programados para ser estrenados semanalmente.
En mayo de 2023 Apple TV+ confirmó que el estreno de la segunda temporada de la serie sería el 14 de julio de 2023. En diciembre de 2023, la serie fue renovada para una tercera temporada, que se estrenó el 11 de julio de 2025.

## Episodios
| Temporada | Temporada | Episodios | Emisión original         | Emisión original         |
| Temporada | Temporada | Episodios | Inicio                   | Final                    |
| --------- | --------- | --------- | ------------------------ | ------------------------ |
|           | 1         | 10        | 24 de septiembre de 2021 | 19 de noviembre de 2021  |
|           | 2         | 10        | 14 de julio de 2023      | 15 de septiembre de 2023 |
|           | 3         | 10        | 11 de julio de 2025      | 12 de septiembre de 2025 |

### Temporada 1 (2021)
| N.º | Título                                                   | Director         | Guionista                      | Primera emisión          |
| --- | -------------------------------------------------------- | ---------------- | ------------------------------ | ------------------------ |
| 1 | «The Emperor's Peace» «La paz del emperador»             | Rupert Sanders   | David S. Goyer y Josh Friedman | 24 de septiembre de 2021 |
| En el año 12067 E.I. (Era Imperial), la prodigio Gaal Dornick viaja desde su mundo natal académicamente represivo de Synnax a Trantor, capital del Imperio Galáctico, para estudiar con el famoso Hari Seldon, el creador del subcampo matemático predictivo de la psicohistoria, como recompensa por resolver una conjetura compleja. Ambos son arrestados por cargos de traición; Seldon porque su modelo predice el inminente colapso del Imperio debido en parte al estancamiento causado por cuatro siglos de gobierno de los clones del emperador Cleon I; y Dornick porque el Imperio quiere que desacredite la psicohistoria. En cambio, Dornick confirma el modelo de Seldon durante su juicio y los condena a ambos, pero el Hermano Día (el emperador Cleon XII) los salva después de que el Puente Estelar, el ascensor espacial de Trantor, es destruido aparentemente por terroristas de los reinos periféricos enemistados de Anacreonte y Tespis. El Hermano Día exilia a Seldon y Dornick al mundo periférico de Términus, donde deben construir la "Fundación", un depósito de conocimiento humano que, según Seldon, acortará la era de la Oscuridad después de la desaparición del Imperio, de treinta mil años a un solo milenio. |                                                          |                  |                                |                          |
| 2 | «Preparing to Live» «Prepararse para vivir»              | Andrew Bernstein | Josh Friedman y David S. Goyer | 24 de septiembre de 2021 |
| Seldon y sus seguidores se dirigen a Términus a bordo de una nave estelar lenta, la Deliverance, y se preparan para sus nuevas vidas en el árido mundo. Un año después del viaje (12068 EI), Dornick le revela a su amante Raych, el hijo adoptivo de Seldon, que el modelo de la psicohistoria está incompleto, lo que lo alarma. Mientras tanto, el Imperio investiga el ataque contra el Puente Estelar, pero no puede identificar a su autor intelectual ni atribuirlo de manera concluyente a Seldon o a los gobiernos de Anacreonte y Tespis. A pesar de que el Hermano Descenso (Cleon XI) insta a que se conceda clemencia a las delegaciones detenidas de los dos reinos, el Hermano Día opta por una ejecución pública de todos los delegados excepto los dos embajadores, al mismo tiempo que sus mundos natales son bombardeados. En la Deliverance, Dornick encuentra a Raych apuñalando fatalmente a Seldon en sus habitaciones. Raych conduce luego a la incrédula Dornick a una cápsula de escape con el arma homicida y la lanza al espacio. |                                                          |                  |                                |                          |
| 3 | «The Mathematician's Ghost» «El fantasma del matemático» | Álex Graves      | Olivia Purnell                 | 1 de octubre de 2021     |
| Diecinueve años después del ataque al Puente Estelar (12086 EI), la dinastía genética de Cleon I emprende su tradicional traspaso de poder: Cleon XIV nace como el nuevo Hermano Despunte, Cleon XIII es elevado a Hermano Día, Cleon XII se retira como Hermano Descenso, y Cleon XI asume el manto de Hermano Declive antes de ser eutanasiado. En 12072 EI, los seguidores de Seldon llegan a Términus y descubren la Bóveda, un enigmático artefacto custodiado por un "campo nulo" que repele toda vida. En la actualidad (12102 EI), la Fundación está bien establecida y Salvor Hardin, una colona de segunda generación, se desempeña como Guardián de Términus. Hardin está preocupada por la repentina expansión del campo nulo de la Bóveda, pero se avecina una crisis mayor cuando las corbetas de Anacreonte aparecen en los cielos de Términus en abierta violación de las sanciones imperiales. Paralelamente, Hardin persigue a un niño hasta la destruida Deliverance y se encuentra rodeada por un grupo de desembarco de Anacreonte. |                                                          |                  |                                |                          |
| 4 | «Barbarians at the Gate» «Bárbaros a las puertas»        | Álex Graves      | Lauren Bello                   | 8 de octubre de 2021     |
| El linaje de Cleon enfrenta una amenaza a su legitimidad ya que Zephyr Halima Ifa, una candidata a líder para convertirse en la siguiente Próxima de la principal religión del Luminismo, revive un dogma preimperial ortodoxo que afirma que los clones de un individuo no poseen alma. Esta cuestión religiosa y una violenta insurrección de "Sinker" en los niveles inferiores aún en ruinas de Trantor cumplen dos presagios clave del declive del Imperio que Hari Seldon relató en su juicio. El Hermano Día se frustra con el Hermano Descenso, sintiendo que su hermano mayor sembró estos problemas hace décadas al actuar impulsivamente y negarse a prestar atención a las advertencias de Seldon. Mientras Día parte de Trantor para asistir al Cónclave Luminista y respaldar al competidor de Ifa, Descenso ordena al Comandante Dorwin que visite la Fundación, que se ha quedado en silencio. En Términus, Hardin burla a los anacreontes y captura a su líder, la Gran Cazadora Phara Keaen, que afirma que solo quiere la computadora de navegación de la nave colonial para que su gente pueda encontrar un nuevo hogar. Los soldados de Anacreonte rodean la valla perimetral de la ciudad de Términus y montan un cañón antiaéreo. La Bóveda también comienza a darle a Hardin visiones esporádicas de un niño en la Biblioteca Imperial de Trantor, donde trabajaba Seldon. En el espacio profundo, una nave se encuentra con la cápsula de escape de Gaal Dornick. |                                                          |                  |                                |                          |
| 5 | «Upon Awakening» «Al despertar»                          | Álex Graves      | Leigh Dana Jackson             | 15 de octubre de 2021    |
| En el pasado, en Synnax, Gaal Dornick se ve obligada a ejecutar a su antiguo maestro, a quien atraparon rescatando libros de una universidad condenada. Desilusionada con la Iglesia del Vidente, se educa en secreto y participa en una competición de matemáticas. En el presente, Dornick se despierta después de 34 años de criosueño y se encuentra a bordo de la nave estelar Cuervo, completamente automatizada, que había sido preparada por Raych. Se entera de que Raych fue ejecutado por asesinar a Hari, y la galaxia cree que ella es cómplice del crimen. Después de deducir que el Cuervo se dirige al mundo natal de Hari, Helicon, se topa con un Hari herido pero aparentemente vivo. En Términus, la nave imperial Aegis, llevando al Comandante Dorwin, entra en órbita y detecta la presencia de Anacreontes. Dorwin es informado de la cautiva Phara y exige hablar con ella, lo que hace que el personal de la Fundación la lleve de su celda a la Torre de la Fundación. Una vez dentro, Phara desactiva la valla de la ciudad de Términus y revela que su verdadero propósito es destruir la Fundación en venganza por el bombardeo del Imperio sobre Anacreonte, que mató a sus padres y a su hermano. Los soldados de Anacreonte asaltan la ciudad y su cañón antiaéreo derriba a la Aegis. |                                                          |                  |                                |                          |
| 6 | «Death and the Maiden» «La muerte y la doncella»         | Jennifer Phang   | Marcus Gardley                 | 22 de octubre de 2021    |
| El Hermano Día llega a La Doncella, la luna sagrada en el centro de la fe Luminista. Socava a Zephyr Halima al comprometerse a construir un sistema de desalinización en honor a la moderada Zephyr Gilat, pero Halima gana la partida con un elogio del difunto Próxima Opal que sutilmente critica la clonación imperial. En Trantor, el Hermano Despunte busca un romance con Azura Odili, una jardinera de palacio, y revela su secreto más profundo: inexplicablemente tiene rasgos genéticos menores, como el daltonismo, que lo diferencia de todos los clones anteriores de Cleon. En Términus, los anacreontes recuperan a Dorwin de los restos de la Aegis y reúnen a los colonos con las habilidades necesarias para reparar y tripular el Invictus, un buque de guerra imperial perdido hace mucho tiempo que la gente de Phara redescubrió y planea usar para atacar al Imperio. Salvor escapa de la ciudad con la ayuda de dos niños y decide tomar las corbetas de Anacreonte para dejar varada a Phara. Durante la misión, Salvor tiene una visión que revela que el asesinato de Hari Seldon era parte del plan de Seldon para la Fundación, pero la cápsula de escape que tomó Gaal estaba destinada a Raych. En ausencia de Salvor, su padre Abbas se sacrifica para hacer estallar las corbetas. Salvor y su amante, el comerciante de Tespis, Hugo, son capturados por Phara. Salvor se ve obligada a pilotar la nave de Hugo, el Beggar, hasta el Cinturón de Anthor con los colonos cautivos. |                                                          |                  |                                |                          |
| 7 | «Mysteries and Martyrs» «Misterios y mártires»           | Jennifer Phang   | Caitlin Saunders               | 29 de octubre de 2021    |
| El grupo de Salvor y Phara aborda y explora la nave fantasma Invictus de 700 años de antigüedad, pero no sin bajas; entre otros, Hugo se queda a la deriva durante la caminata espacial desde el Beggar, y Dorwin es asesinado por Phara después de que abre la nave. Con el Invictus a solo unas horas de dar un salto aleatorio a un destino potencialmente letal, el grupo cada vez más reducido de anacreontes y colonos se dirige al puente para tomar el control. En La Doncella, el Hermano Día está agitado por su incapacidad para controlar a la desafiante Halima, pero decide que puede eclipsarla emprendiendo la peregrinación más sagrada del Luminismo. En Trantor, Azura le pide al Hermano Despunte, que vive con el temor constante de ser reemplazado por otro clon en caso de que se exponga su singularidad, que considere huir con ella. A bordo del Cuervo, se revela que el Hari Seldon vivo es una copia digital de la conciencia del difunto Hari. La copia se almacenó en el cuchillo que Raych usó para matarlo, y se descargó en la nave cuando se encontró con Gaal. Hari explica que la relación inesperada de Gaal y Raych había interrumpido sus planes para la Fundación: Hari se suicidaría para mitificarse a sí mismo, Raych llevaría el cuchillo al Cuervo y Gaal guiaría a la Fundación a través de su primera crisis en Términus. Hari había persuadido a Raych para que lo asesinara a él para forzar la separación de la pareja. La indignación de Gaal por la manipulación de su mentor es momentáneamente sofocada por la revelación de que posee una habilidad latente: la presciencia. |                                                          |                  |                                |                          |
| 8 | «The Missing Piece» «La pieza que falta»                 | Roxann Dawson    | Sarah Nolen                    | 5 de noviembre de 2021   |
| El grupo del Invictus finalmente llega al puente. Mientras tanto, Hugo llega sano y salvo a un relé de comunicaciones y pide ayuda a su gente. Justo cuando los tespis atacan, y Phara y Salvor luchan entre sí, Invictus salta a lo desconocido. En el Cuervo, Hari divulga su plan para establecer una segunda Fundación secreta en Helicon, apodada "Extremo estelar" debido a su órbita alrededor de un agujero negro, pero se niega a dar más detalles. Furiosa e impaciente, Gaal obliga a Hari a dejarla salir en la cápsula de escape, y establece un rumbo para Synnax que tardará 138 años en transcurrir. El Hermano Día completa la Espiral, un viaje tortuoso a la piscina de una cueva del desierto, y afirma haber recibido una visión de una flor sagrada de la diosa triple del Luminismo. Los zephyrs interpretan la visión de Día como un pronunciamiento divino de que tiene un alma, lo que hace que cualquier crítica adicional a la clonación imperial por parte de un luminista sea un sacrilegio y también garantiza la elevación de Zephyr Gilat a Próxima. Día sella su victoria al ordenar a su robot mayordomo, Eto Demerzel, que asesine de forma encubierta a Halima. Demerzel es una luminista devota que respeta a Halima y está muy angustiada por la orden, pero su programación la obliga a obedecer. Cuando dejan atrás a La Doncella, Día reflexiona sobre su experiencia en la cueva, revelando que no tuvo ninguna visión en absoluto, y Demerzel, entre lágrimas, le indica que ella es consciente del engaño y lo desaprueba. |                                                          |                  |                                |                          |
| 9 | «The First Crisis» «La primera crisis»                   | Roxann Dawson    | Victoria Morrow                | 12 de noviembre de 2021  |
| La Invictus aparece sobre Términus debido al sacrificio del director de la Fundación Lewis Pirenne, quien se conectó a los sistemas de la nave en el último segundo. Salvor se reúne con alegría con Hugo, luego desciende a Términus para desactivar la Bóveda, que ha envuelto a todo el planeta en su campo nulo. En Trantor, el Hermano Despunte se da cuenta de que el Hermano Descenso conoce su secreto y escapa a las profundidades de Trantor para encontrar a Azura, pero cae en manos de una conspiración. Todo el tiempo, Azura fue parte de un grupo antiimperio que había alterado el ADN de Despunte, dándole imperfecciones con la expectativa de que algún día decidiera huir del palacio. El propósito de esto era crear una oportunidad para extraer los nanobots imperiales de Despunte e implantarlos en un clon perfecto y cooperativo de Cleon que luego asumiría la identidad de Despunte. Mientras Despunte se desespera, Descenso llega con tropas imperiales que despachan a los conspiradores y a su falso Cleon. Descenso deja que el destino de Despunte lo decida el Hermano Día que regresa. En Términus, Salvor resuelve el rompecabezas de la Bóveda y la convierte en un portal. Ante los reunidos de Anacreonte, Tespis y Términus, Salvor propone aprovechar la Invictus para dar influencia a los tres mundos contra el Imperio. Phara intenta destruir la Bóveda, pero Salvor la mata. Antes de que pueda ocurrir más violencia, Hari Seldon emerge del portal. |                                                          |                  |                                |                          |
| 10 | «The Leap» «El salto»                                    | David S. Goyer   | David S. Goyer                 | 19 de noviembre de 2021  |
| Hari, una segunda copia digital del original, explica que la Bóveda fue su ataúd todo el tiempo, que se transformó después de ser lanzado y llegó a Términus antes que los colonos. También revela que el verdadero propósito de la Fundación no era salvaguardar el conocimiento, sino forjar una nueva civilización con la ayuda de Anacreonte y Tespis, y sugiere usar el Invictus para simular una "megallamarada" para que parezca que Términus habría sido purgado de vida; esto permitirá que el Confín exterior se desarrolle en secreto. Cuando Hari regresa a la Bóveda hasta la próxima crisis, le dice a Salvor que él no envió sus visiones. Meses después, Hugo es capitán del Invictus, y Salvor se postula para alcalde de Términus. Cuando Salvor se entera de que fue concebida por Gaal y Raych y su embrión fue salvaguardado en la Deliverance, antes de que su madre Mari la llevara a término, se da cuenta de que sus visiones son los recuerdos de sus padres genéticos y deja Términus en busca de Gaal. En Trantor, el Hermano Día decide perdonar a Despunte a pesar de las objeciones de Descenso, pero Demerzel mata a Despunte de todos modos, afirmando que su lealtad a la dinastía Cleon reemplaza a los deseos de Día. Más tarde, se le informa a Día que la conspiración contra el Imperio también alteró el ADN del cuerpo de Cleon I hace mucho tiempo, lo que afectó no solo a todos los clones de reemplazo existentes, sino también al propio Día y posiblemente a sus predecesores. En 12240 EI, Gaal aterriza en Synnax, y en las ruinas de su ciudad natal, encuentra otra cápsula bajo el agua y despierta a Salvor, quien le dice que es hija suya. Salvor entonces le da a Hari el Primer Radiante de Seldon. |                                                          |                  |                                |                          |

### Temporada 2 (2023)
| N.º | Título                                                                       | Director       | Guionista                           | Primera emisión          |
| --- | ---------------------------------------------------------------------------- | -------------- | ----------------------------------- | ------------------------ |
| 1 | «In Seldon's Shadow» «A la sombra de Seldon»                                 | Alex Graves    | David S. Goyer y Jane Espenson      | 14 de julio de 2023      |
| Una copia digital de Hari Seldon dentro del Primer Radiante intenta encontrar la salida con la ayuda de lo que parece ser la manifestación del propio radiante. Gaal y Salvor, en el planeta océano Sinnax, trabajan para reactivar el Beggar para poder volver a Términus. Hermano Día (Cleon XVII) sobrevive a un intento de asesinato y planea casarse con la reina Sareth del dominio de la nube para poner fin a la dinastía genética y cambiar la dirección del imperio; pero su futura novia no parece estar impresionada con el acuerdo. Imperio descubre que Términus no fue destruido como supusieron (el asunto nunca se investigó por completo), pero decide recopilar más información antes de actuar. Hari se revela a Gaal y Salvor en una proyección. |                                                                              |                |                                     |                          |
| 2 | «A Glimpse of Darkness» «Un atisbo de la oscuridad»                          | David S. Goyer | Jane Espenson y David S. Goyer      | 21 de julio de 2023      |
| Hari informa a Salvor y Gaal que establecer una segunda Fundación es crucial para la supervivencia de la primera, pero ese plan se interrumpió cuando Gaal dejó la nave en camino a Helicon. Poly Verisof, un clérigo de la Fundación, y el hermano Constant se entera de que la Bóveda se ha abierto y regresan a Términus para presenciarlo. El director se acerca a la Bóveda y se incinera antes de que el nombre 'Hober Mallow' aparezca escrito en el exterior de la Bóveda. Gaal mira hacia el futuro y es estrangulada por un telépata llamado El Mulo justo antes de ver a Salvor muerta a su lado. |                                                                              |                |                                     |                          |
| 3 | «King and Commoner» «Rey y plebeyo»                                          | David S. Goyer | Leigh Dana Jackson y Jane Espenson  | 28 de julio de 2023      |
| En nombre del Imperio, Lady Demerzel recluta a Bel Riose, un exgeneral encarcelado, para investigar la resurgente Fundación. Riose se reúne con los emperadores y luego se reúne con su esposo Glawen Curr antes de liderar una flota para investigar el Confín Exterior. Hari lleva a Gaal y Salvor a un planeta desértico, donde su conciencia se transfiere a un cuerpo con la ayuda de Kalle, quien se llama a sí misma una amiga de Hari. Las máquinas mineras autónomas se reactivan y atacan al Beggar, mientras escapan del planeta. Hober Mallow, un estafador y experto comerciante, roba el ojo de Korell cambiándose de lugar con el comodoro Argo utilizando un dispositivo de teletransportación. Es capturado y sentenciado a muerte, pero escapa usando la misma tecnología y se marcha en la nave de Poly y Constant. |                                                                              |                |                                     |                          |
| 4 | «Where the Stars are Scattered Thinly» «Donde las estrellas son más escasas» | Mark Tonderai  | Leigh Dana Jackson y David S. Goyer | 4 de agosto de 2023      |
| Sareth y Despunte se unen por su desconfianza mutua de Día y su posible participación en los intentos de asesinato entre sí. Descenso y Rue recuerdan su cita en el pasado y Descenso muestra grabaciones a Rue de su encuentro. Riose y Glawen se infiltran en Siwenna para reunirse con el informante Ducem Barr, quien revela información sobre los "magos" y su avanzada tecnología. Escapan después de que una mafia local intenta atraparles y Barr se envevena antes de que Bel le dé el golpe de gracia. Poly, Constant y Hober entran en la Bóveda en Términus y se reúnen con Hari Seldon, quien les da diferentes misiones para evitar una guerra con el Imperio. Hober se va con su nave, mientras que Poly y Constant se quedan atrás. |                                                                              |                |                                     |                          |
| 5 | «The Sighted and the Seen» «Los visuales y los vistos»                       | Alex Graves    | Joelle Cornett y Jane Espenson      | 11 de agosto de 2023     |
| Hari sueña con Raych apuñalándolo en la Deliverance y se despierta a bordo del Beggar y se encuentra con la aparición de Raych, que se disipa después de una breve confrontación. El Beggar entra en la atmósfera de Ignis, golpeado por iones y se estrella, después de lo cual Salvor deja la nave para investigar a un posible observador. Sareth busca descubrir información sobre el intento de asesinato de Cleon XVII y mediante la inspección de la auditoría de memoria de un cuidador se revela la naturaleza robótica de Demerzel. Descenso confronta a Demerzel sobre la autoridad de Día para realizar auditorías de memoria sobre él y Despunte. Salvor se encuentra con Hugo Crast en Ignis, vivo a pesar de su presunta muerte. Se revela que es un telépata y junto con otros telépatas asaltan al Beggar. Salvor, Hari y Gaal son capturados. El líder de Ignis, Tellem Bond, revela que Ignis es un refugio para los telépatas y parece que ya es consciente del plan de Hari. |                                                                              |                |                                     |                          |
| 6 | «Why the Gods Made Wine» «Por qué los dioses crearon el vino»                | Alex Graves    | David S. Goyer y Jane Espenson      | 18 de agosto de 2023     |
| Salvor se despierta temprano y habla con Hari y uno de los mentálicos, conociendo la historia de persecución del niño. La lleva de regreso a la ciudad, donde una multitud comparte sus historias con ella a través de visiones. Gaal muestra a Tellem sus visiones del futuro, lo que convence a Tellem de que sus poderes son reales y que Gaal es un mentálico muy poderoso. Tellem entrena a Gaal y le ofrece la posición de liderazgo de los mentálicos cuando Tellem muera. Hari se da cuenta de que los mentálicos están buscando el Primer Radiante. Hari está molesto y parece abandonar el planeta, pero en realidad es capturado y encadenado en una piscina de marea. A medida que el agua se eleva, tiene visiones de su pasado cuando era niño, su investigación temprana y una compañera, que esperaba a su bebé pero murió bajo la custodia de Imperio debido al trabajo original de Hari. Hermano Día presenta a su futura novia al pueblo de Trantor, pero Sareth habla después, ganando a la multitud y poniendo celoso a Hermano Día de su encanto natural. Hober Mallow va a la ubicación especificada por Hari. Al principio parece vacío, pero llega una nave de Espaciales y lo llevan a bordo. Constant y Verisof llegan a Trantor, abrumados por su complejidad y belleza. Después de pasar por seguridad, disfrutan de algunos de los placeres del planeta, pero son arrestados.                                                                                      |                                                                              |                |                                     |                          |
| 7 | «A Necessary Death» «Una muerte necesaria»                                   | Mark Tondera   | Eric Carrasco y David Kob           | 25 de agosto de 2023     |
| Los preparativos de la boda continúan, con Sareth experimentando una inspección médica obligatoria para verificar su fertilidad. De resultas de las provocaciones verbales de Sareth, después del procedimiento, Demerzel admite haber orquestado el asesinato de su familia. Hober Mallow se acerca a los navegantes del Imperio, las Espaciales, con la oferta de liberarlas de su servidumbre al Imperio, pero después de sopesar el riesgo de la oferta, las Espaciales lo entregan al general Rioose. Hober, con la ayuda de Beki escapa del enjambre en su nave de susurro demostrando los avances tecnológicos de la Fundación. Bel Rioose, a instancias de su esposo debate sus opciones para ir en contra del Imperio. Constant y Poly permanecen bajo custodia, habiendo recibido la misión de abrir relaciones diplomáticas entre el Imperio y la Fundación. Constant, sin saberlo, llevó una interfaz de Hari Seldon, que confronta a Imperio y enerva a Hermano Día, lo que le lleva a ordenar un bloqueo alrededor de la Fundación. Salvor sigue sospechando de los motivos de los mentálicos y la repentina partida de Hari. Continúa investigando y descubre el cuerpo ahogado de Hari solo para ser atrapada por Tellem, quien después de decir que la muerte en ocasiones es necesaria, aparentemente mata a Salvor. |                                                                              |                |                                     |                          |
| 8 | «The Last Empress» «La última emperatriz»                                    | Roxann Dawson  | Liz Phang, Addie Manis y Bob Oltra  | 1 de septiembre de 2023  |
| En Trantor, el hermano Descenso descubre a Rue en los cuartos de Demerzel, revelando su conocimiento de los pasillos de servicio del palacio imperial. Rue explica la tecnología de restauración de memoria de la Nube Dominio. Descenso sospecha de su participación en el intento de asesinato contra su hermano, pero Rue no está de acuerdo. Discuten la amenaza de Demerzel a la reina Sareth I. Descenso comparte la historia de las guerras de robots con Rue en el mural de las almas. Notan una anomalía extraña en el mural. El capitán Timandra los interrumpe con noticias de una ejecución. La ejecución es interrumpida por Hober Mallow, y se produce el caos. Descenso y Rue se reúnen, y Despunte se preocupa por la inconsciente Sareth. Poly y Constant están en peligro. Día planea visitar Términus y habla con Sareth. Rue expresa su amor por Descenso, y Sareth manipula la dinastía Cleon. En Ignis, Salvor se comunica con Hari Seldon en la Bóveda, revelando una Segunda Fundación. El Espíritu Ascendente llega a Términus, rodeado de naves imperiales. Sermak se enfrenta a Hari y discuten la psicohistoria. Constant y Hober se acercan, mientras que Descenso y Rue investigan una cámara oculta. Despunte y Sareth sospechan del verdadero papel de Demerzel como Emperatriz eternal. |                                                                              |                |                                     |                          |
| 9 | «Long Ago, Not Far Away» «Hace ya tiempo, no lejos de aquí»                  | Roxann Dawson  | Jane Espenson y Eric Carrasco       | 8 de septiembre de 2023  |
| En un pasado lejano, Cleon I de la dinastía Entung encontró un pasaje oculto en su palacio y se encontró con Demerzel, una antigua prisionera con historias de guerras de robots. Cleon liberó a Demerzel, quien sirvió al imperio con la coacción de un chip. Tuvieron una relación compleja, y Cleon le preguntó si lo amaría antes de morir. En el presente, Cleon I le cuenta a Cleon XVI sobre la influencia continua de Demerzel. En Ignis, Gaal Dornick y Tellem Bond intentan un ritual de cambio de cuerpo, pero son interrumpidos por Salvor Hardin, quien rescata a Gaal. La Fundación se prepara para la llegada de la flota imperial a Términus. Mientras tanto, Hober Mallow y el hermano Constant son prisioneros en la nave de Bel Rioose. Bel aprende sobre la tecnología de la Fundación. Día se encuentra con el director de Términus, descubriendo las armas secretas de la Fundación. Ordena a la flota que ataque el Invictus. Bel planea abordar el Invictus, pero llegan naves de susurro, lo que lleva a una batalla. Día se encuentra con Hari Seldon, y discuten el destino del Imperio. En Ignis, Salvor y Gaal se enfrentan a Tellem y Loron. Salvor mata a Loron en la esclusa, pero resulta herida por Tellem. De repente, un Hari vivo interviene, matando a Tellem. Demerzel, que se va a Trantor, admite su papel en la vida de Día, pero dice que es demasiado tarde. Día ordena que se derribe el Invictus, lo que causa un evento cataclísmico en Términus. |                                                                              |                |                                     |                          |
| 10 | «Creation Myths» «Mitos de la creación»                                      | Alex Graves    | David S. Goyer y Liz Phang          | 15 de septiembre de 2023 |
| Hermano Día observa la destrucción de Términus. Ordena a la flota ir a los otros mundos de la Fundación para destruirlos también. Bel Rioose rechaza la orden, por lo que Día lo destituye. La Espacial establece deliberadamente que las naves se plieguen incorrectamente, lo que destruirá la flota. Día Rioose pelean, con Rioose usando el dispositivo de enroque para ganar la pelea. Ponen al hermano Constant en una cápsula de escape como testigo de lo que sucedió. Demerzel regresa a Trantor para encontrar a Descenso atrapado en la prisión que habitó Demerzel. Descenso marca a Demerzel como traidora, antes de morir. Despunte recibe el mensaje y escapa con Sareth. Con los tres clones desaparecidos o muertos, Demerzel decanta nuevas versiones de cada uno. La cápsula de Constant se encuentra con una nave de rescate que transporta a la Fundación. En Ignis, Gaal, Salvor y Hari descubren que Tellem controlaba todos los mentálicos en el planeta y que su muerte los liberó. Tellem mantuvo el control sobre un niño que intenta asesinar a Gaal. Salvor frustra el intento con su propio sacrificio. Esto demuestra a Gaal que el futuro no está establecido. Ella y Hari acuerdan entrar en criosueño durante años, despertando para guiar a la segunda Fundación y monitorear la línea de tiempo para que puedan luchar contra El Mulo. Una visión muestra al Mulo consciente de la presencia de Gaal.                                                        |                                                                              |                |                                     |                          |

### Temporada 3 (2025)
| N.º | Título                                                                 | Director             | Guionista                            | Primera emisión      |
| --- | ---------------------------------------------------------------------- | -------------------- | ------------------------------------ | -------------------- |
| 1   | «A Song for the End of Everything» «Una canción para el final de todo» | David S. Goyer       | David S. Goyer y Jane Espenson       | 11 de julio de 2025  |
| 2   | «Shadows in the Math» «Sombras en la matemática»                       | Tim Southam          | Leigh Dana Jackson y Caitlin Parrish | 18 de julio de 2025  |
| 3   | «When a Book Finds You» «Cuando un libro te encuentra»                 | Tim Southam          | Eric Carrasco y Greg Goetz           | 25 de julio de 2025  |
| 4   | «The Stress of Her Regard» «La fuerza de su mirada»                    | Roxann Dawson        | Jane Espenson y David Kob            | 1 de agosto de 2025  |
| 5   | «Where Tyrants Spend Eternity» «Donde los tiranos pasan la eternidad»  | Christopher J. Byrne | Caitlin Parrish y Leigh Dana Jackson | 8 de agosto de 2025  |
| 6   | «The Shape of Time» «La forma del tiempo»                              | Christopher J. Byrne | Eric Carrasco y David S. Goyer       | 15 de agosto de 2025 |

## Recepción

### Primera temporada
El sitio web agregador de reseñas Rotten Tomatoes informa de un índice de aprobación del 70% con una calificación promedio de 7/10, según 83 reseñas de la primera temporada. El consenso crítico del sitio web dice: «La producción de gran presupuesto y las actuaciones impresionantes del reparto son un espectáculo para la vista, pero le resulta difícil convertir su gigantesco material de origen en una serie completamente satisfactoria». Metacritic le dio a la primera temporada una puntuación promedio ponderada de 62 sobre 100 según 25 reseñas, lo que indica «críticas generalmente favorables».
El crítico de cine Rob Bricken de Gizmodo no quedó impresionado con la serie, sugirió que podría ser mucho mejor y afirmó: «Honestamente, después de la mayor parte del segundo episodio, la serie y los libros son prácticamente irreconocibles». Añadió que el material fuente original de Foundation puede no ser adaptable al cine después de todo. Judy Berman, de Time, calificó la serie de «magnífica, costosa, llena de potencial pero inicialmente bastante confusa» y destacó «lo hermoso que es cada fotograma».
Nick Allen de RogerEbert.com considera que Foundation es «el tipo de serie de ciencia ficción que realmente merece ser llamada un evento», una «ciencia ficción grandiosa con límites», un espectáculo «enorme en numerosos sentidos» del que elogia su construcción «siempre impresionante con su grandeza que es práctica y también creada con efectos especiales dignos de IMAX». Señala la capacidad de la serie para mantener la atención de los espectadores ya que «te absorbe mucho» y señala que «Foundation crea un ritmo fuerte al poder hacer malabarismos con tantas historias diferentes». Allen admiró la «promesa de grandiosidad visual» y la «magia por la que estamos más acostumbrados a alabar las películas caras», destacando todo, desde «la intrincada iluminación de una nave espacial» y el «increíble diseño de vestuario», hasta localizaciones reales «increíbles» con enormes conjuntos que «marcan una diferencia visceral cuando un entorno claramente solo usa pantalla verde y efectos especiales para mejorar el trabajo». También elogió la partitura de Bear McCreary como «esencial y muy efectiva para hacer que ciertos desarrollos de la historia parezcan más grandes que la vida». Allen también señaló cómo las actuaciones ofrecen «una amplia gama», cuya «dinámica se convierte en una de las facetas más interesantes (de la serie)», al tiempo que destaca la actuación de Lee Pace como «magnética». Concluye que el programa tiene potencial para «convertirse en otra serie histórica para Apple TV+», y que su mejor característica en realidad es que «no es para todos» porque «está bastante establecido en su ritmo que favorece la construcción de personajes densos y embriagadores» que favorecerá a los suscriptores «hambrientos de ingresar a nuevos mundos de ciencia ficción no solo por la acción».

### Segunda temporada
En Rotten Tomatoes, la segunda temporada tiene un índice de aprobación del 100% con una calificación promedio de 7,9/10, basada en 24 reseñas. El consenso crítico del sitio web dice: «Con su complicada base ahora establecida, Fundación extiende sus alas en una temporada de segundo año mejorada que recompensa la paciencia de los espectadores con una inteligente epopeya de ciencia ficción de genuina grandeza». En Metacritic, tiene una puntuación ponderada de 79 sobre 100 basada en 6 reseñas, lo que indica «críticas generalmente favorables».

### Tercera temporada
En Rotten Tomatoes, la tercera temporada tiene un 86% de aprobación, basado en 14 reseñas. El consenso crítico del sitio web dice: «La tercera temporada de Fundación, narrativamente intrincada, no está a la altura de su magnífica predecesora, pero esta épica de ciencia ficción perdura como una adaptación fiel y bien interpretada de la obra maestra de Isaac Asimov». En Metacritic, tiene una puntuación ponderada de 81 sobre 100 basada en 7 reseñas, lo que indica «aclamación universal».

### Premios y nominaciones
| Premio                                      | Fecha                     | Categoría | Galardonados | Resultado | Ref(s)        |
| ------------------------------------------- | ------------------------- | --- | --- | --------- | ------------- |
| Art Directors Guild Awards                  | 5 de marzo de 2022        | Excelencia en el diseño de producción para un período de una hora o una serie de una sola cámara de fantasía | Rory Cheyne (por "The Emperor's Peace")                                                                                  | Nominada  | [ 61 ]        |
| Visual Effects Society Awards               | 8 de marzo de 2022        | Efectos visuales sobresalientes en un episodio fotorrealista                                                 | Chris MacLean, Addie Manis, Mike Enríquez, Chris Keller, Paul Byrne (por "The Emperor's Peace")                          | Ganadora  | [ 62 ] [ 63 ] |
| Visual Effects Society Awards               | 8 de marzo de 2022        | Entorno creado sobresaliente en un episodio, comercial o proyecto en tiempo real                             | Samuel Simanjuntak, Melaina Mace, Benjamin Ruiz, Alessandro Vastalegna (por Trantor Cityscape)                           | Nominada  | [ 62 ] [ 63 ] |
| Visual Effects Society Awards               | 8 de marzo de 2022        | Simulaciones de efectos sobresalientes en un episodio, comercial o proyecto en tiempo real                   | Giovanni Casadei, Mikel Zuloaga, Steven Moor, Louis Manjarres (por Collapse of the Galactic Empire)                      | Ganadora  | [ 62 ] [ 63 ] |
| Golden Reel Awards                          | 13 de marzo de 2022       | Logro destacado en edición de sonido - Serie 1 hora - Comedia o drama - Diálogo y ADR                        | Tyler Whitham, Paul Germann, Dave Rose, Steve Baine (por "The Emperor's Peace")                                          | Nominada  | [ 64 ]        |
| American Society of Cinematographers Awards | 20 de marzo de 2022       | Logro destacado en cinematografía en películas, series limitadas o piloto hecho para televisión              | Stevie Annis (por "The Emperor's Peace")                                                                                 | Nominada  | [ 65 ]        |
| Primetime Creative Arts Emmy Awards         | 3-4 de septiembre de 2022 | Excelente diseño de título principal                                                                         | Ronnie Koff, Zach Kilroy, Danil Krivoruchko, James Gardner, Brandon Savoy                                                | Nominada  | [ 66 ]        |
| Primetime Creative Arts Emmy Awards         | 3-4 de septiembre de 2022 | Efectos visuales especiales sobresalientes en una temporada o una película                                   | Chris MacLean, Addie Manis, Mike Enríquez, Victoria Keeling, Chris Keller, Jess Brown, Nicholas Hernández, Richard Clegg | Nominada  | [ 66 ]        |

## Videojuegos
Se está desarrollando un videojuego para móviles basado en la serie titulada Foundation: Galactic Frontier por FunPlus y Skydance Interactive.